# Koraalbes
Koraalbes (Symphoricarpos) is een geslacht van ongeveer vijftien soorten planten uit de kamperfoeliefamilie. De meeste soorten komen voor in Noord-Amerika.
Enkele soorten in dit geslacht zijn:

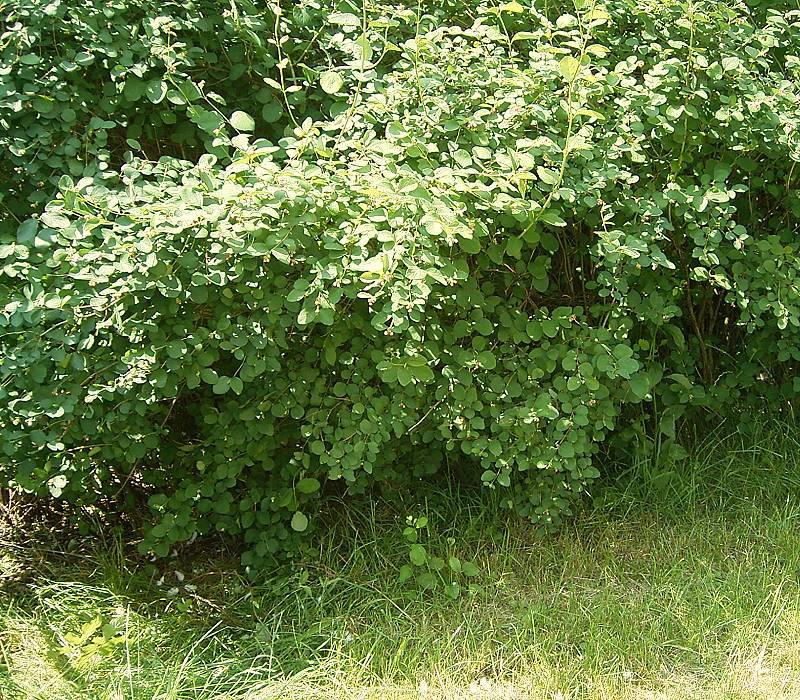
Sneeuwbes (Symphoricarpos albus)
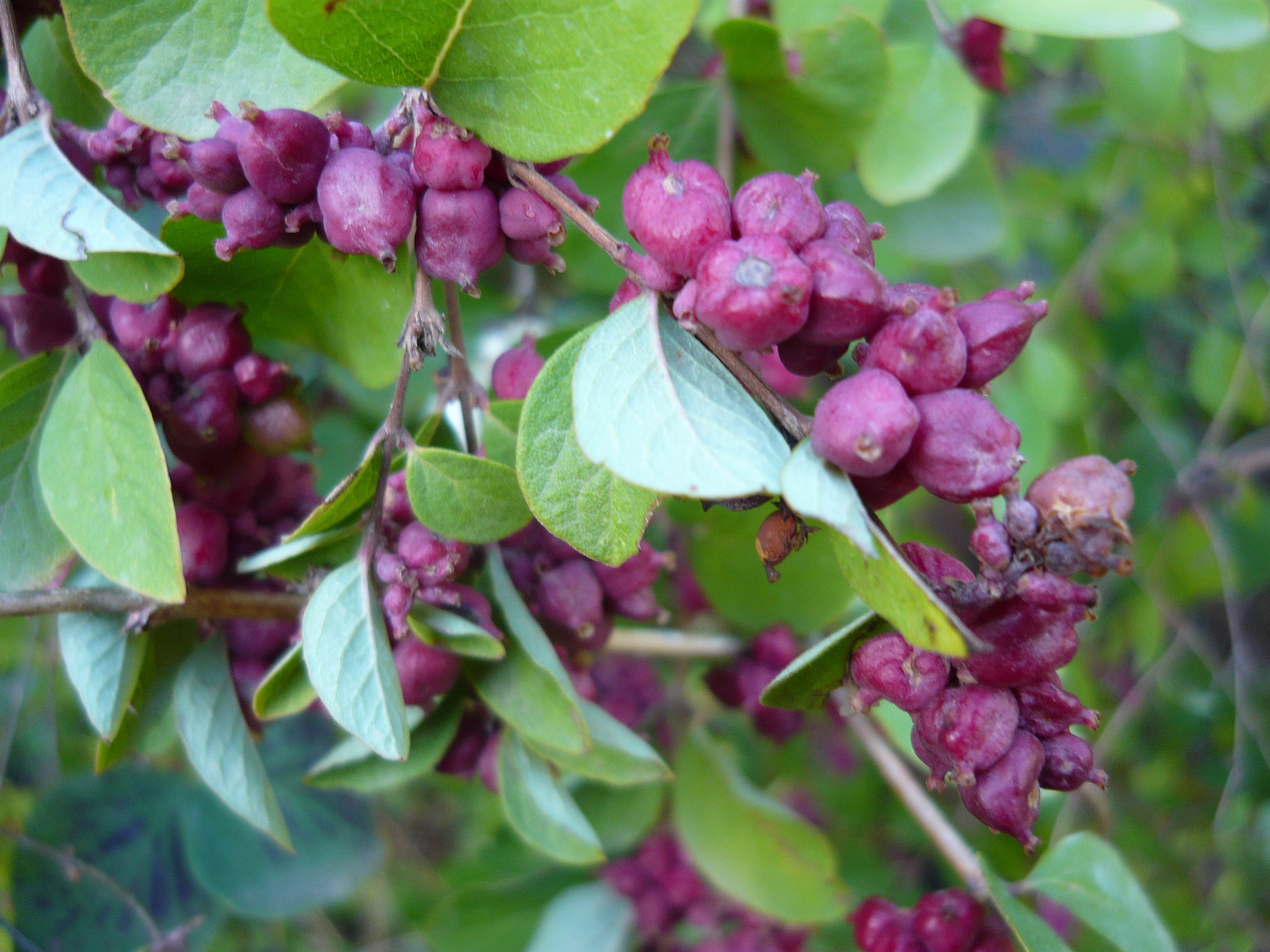
Symphoricarpos orbiculatus
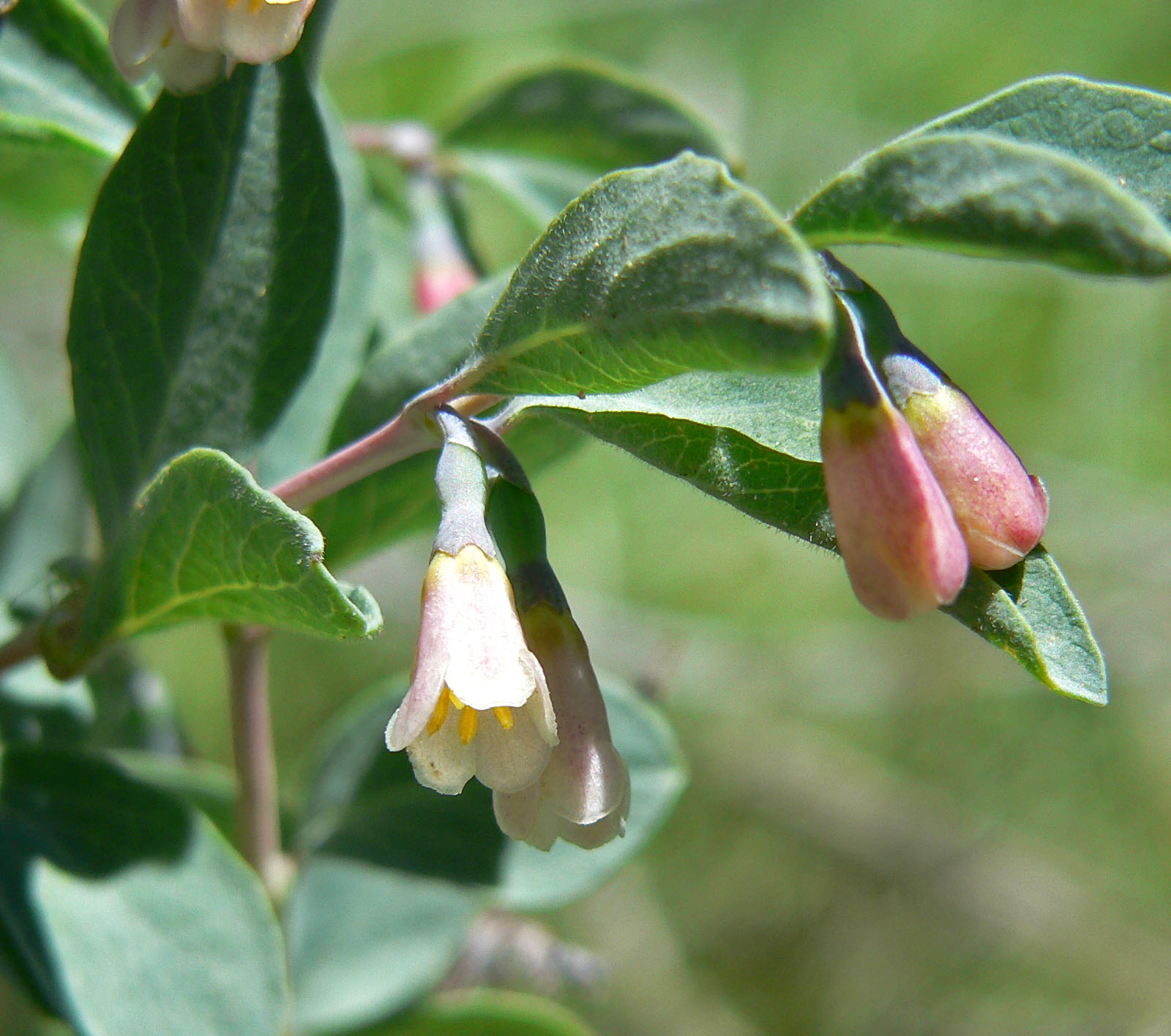
Symphoricarpos oreophilus

Volgens de 22e editie van Heukels' Flora van Nederland komt alleen de sneeuwbes in Nederland verwilderd voor.  Heimans, Heinsius en Thijsse's geïllustreerde flora van Nederland noemt in de 22e druk ook Symphoricarpos orbiculatus MOENCH. De bastaard Symphoricarpos ×chenaultii wordt vaak aangetroffen.

In de literatuur vindt men soms nog S. rivularis, deze is identiek aan S. albus var. laevigatus.
... · 
Centranthus · 
Dipsacus (Kaardenbol) · 
Lonicera (Kamperfoelie) ·  
Knautia · 
Linnaea · 
Nardostachys · 
Scabiosa · 
Succisa · 
Symphoricarpos · 
Valeriana (Valeriaan) ·  
Valerianella (Veldsla) · 
Weigela · 
...